# Belén García
Belén García Espinar (L'Ametlla del Vallès, 26 juli 1999) is een Spaans autocoureur.

## Autosportcarrière
García begon haar autosportcarrière in het karting in 2015, waar zij tot 2018 in actief bleef. In haar laatste jaar werd zij tiende in de Senior KZ2-klasse van het Spaanse kampioenschap. In 2019 debuteerde zij in het formuleracing in het Spaanse Formule 4-kampioenschap bij het team Global Racing Service. Al in de tweede race van het seizoen op het Circuito de Navarra behaalde zij haar eerste overwinning, waarmee zij de eerste vrouwelijke coureur werd die in Europa een Formule 4-zege behaalde. In de rest van het seizoen kwam zij tijdens races echter niet meer verder dan een aantal zevende plaatsen. Met 35 punten werd zij vijftiende in het kampioenschap. Desondanks behaalde zij wel de titel in de Female Trophy. Zij eindigde het seizoen in de FIA Motorsport Games, waarin zij in de Formule 4-klasse zesde werd voor haar nationale team.
In 2020 zou García uitkomen in de W Series, een kampioenschap waar enkel vrouwen aan deelnemen, maar het seizoen werd afgelast vanwege de coronapandemie. Tevens zou zij uitkomen in de Eurocup Formule Renault 2.0 bij Global Racing Service, maar het team zag vanwege de pandemie af van deelname. In plaats hiervan keerde zij terug in de karts, waarin zij zevende werd in het nationale KZ2-kampioenschap. Aan het eind van het jaar nam zij deel aan het laatste raceweekend van het Campeonato de España de Resistencia op het Motorland Aragón bij het NM Racing Team in een Ginetta G55 GT4 samen met haar vader Jose Luis García. Zij eindigden de races als zesde en tiende, maar aangezien zij deelnamen als gastcoureurs, kwamen zij niet in aanmerking voor punten in het kampioenschap.
In 2021 maakt García alsnog haar racedebuut in de W Series.